# XXII Górski Korpus Armijny (III Rzesza)
XXII Górski Korpus, niem. XXII. Gebirgs-Armeekorps – jeden z niemieckich korpusów armijnych, uczestniczył w walkach z Armią Czerwoną. 
Utworzony 20 sierpnia 1943 roku w okupowanej Grecji. Po przejściu Włoch na stronę aliantów żołnierze XXII Korpusu zamordowali 23 września 1943 gen. Gandiniego oraz członków jego sztabu. Do połowy 1944 w składzie Grupy Armii E walczył na terenie Grecji i Węgier. Następnie podporządkowany 2 Armii Pancernej, w wyniku działań bojowych Armii Czerwonej cofał się przez Węgry do Karyntii i Styrii, w tym czasie składał się z 1 Dywizji Górskiej, 3 Brygady Kawalerii i 92 Brygady Grenadierów.

## Dowódca korpusu
- generał wojsk górskich Hubert Lanz (od utworzenia do kapitulacji)

## Struktura organizacyjna
Jednostki korpuśne: 422 Dowództwo Artylerii, 422 Korpuśny Baon Łączności i 422 Korpuśny Oddział Zaopatrzeniowy
Skład w grudniu 1943
- 104 Dywizja Strzelców

Skład w sierpniu 1944
- 11 Dywizja Polowa Luftwaffe
- 104 Dywizja Strzelców

Skład w marcu 1945
- 1 Ludowa Dywizja Górska
- 118 Dywizja Strzelców (III Rzesza)